# 微笑2
《微笑2》（英語：Smile 2）是一部2024年美國心理恐怖片，2022年電影《微笑》的續集，由帕克·菲恩編導，主演陣容包括凱爾·加納、娜歐蜜·史考特、盧卡斯·蓋奇以及羅絲瑪麗·德威特。
《微笑2》由派拉蒙影業排定2024年10月18日於美國上映。

## 劇情
自從目睹蘿絲·卡特自焚身亡後，警察喬爾已迎來受詛咒纏身的第六天，隻身闖入毒窩並決定透過在目擊者面前殺人之方式，試圖將詛咒傳遞給一名俄裔黑幫份子。然而該黑幫份子不幸在交火中喪命，景象甚至被一名在場卻不相干的年輕毒販路易斯·佛雷戈利所目擊，導致路易斯繼承該詛咒。隨著其他黑幫份子趕回毒窩，跳窗倉皇逃跑的喬爾最後不幸被一輛卡車撞死。
紐約知名流行音樂歌手絲凱·萊利經歷一年前的嚴重車禍後傷愈復出，該車禍造成她的演員男友保羅·哈德森身亡，加上絲凱有著長期濫用藥物史，打算以這次巡迴演出恢復自己的公眾形象。但絲凱在一次排練舞蹈時導致背部舊傷復發，在當晚逃離自己的母親兼經紀人伊莉莎白以及私人助手約書亞的監視，跑到曾是高中同學的路易斯家中購買止痛用的維柯汀。然而路易斯始終保持一副恐慌狀態，緊接著倒在地上抽搐、痛苦不堪，乃至面帶著恐怖微笑起身，拾起一片舉重用的重量板活生生打爛自己的臉而死。驚慌不已的絲凱擔心屋內的毒品會牽連到自己，便在沒有知會任何人的情況下跑回公寓中。
自這一晚起，未知自己受詛咒纏身的絲凱開始被恐怖幻覺困擾，不停地看見面帶可怕微笑的人們出現在自己的眼前，精神狀況也日漸惡化。絲凱不得已而與自己疏遠一年的老友潔瑪和解，而手機卻同時收到不明人士發送的簡訊，對方不但表示知情絲凱前一晚到過路易斯家中，並聲稱絲凱現在有危險。而絲凱受母親強求而在自己的音樂主管達里亞斯參與的慈善晚宴上致辭，提字器卻突然停止，導致她開始即興般的訴說自己的事業成功僅僅將自己的人生搞得一團糟。她甚至在在場嘉賓中看見已故男友保羅面帶可怕微笑向她走來，驚慌失措下不慎害身邊的老主持人摔下舞台受傷。
無法擺脫幻覺的絲凱回復神秘簡訊並在酒吧中見面，對方介紹自己名叫莫里斯，自從其弟弟慘遭該微笑靈體之毒手後便一直追查至今。莫里斯表示所有受害者最終都會以自殺方式將詛咒傳遞下去，由此推論該靈體作為沒有宿主便無法生存的寄生物，提議由自己來暫時停止絲凱的心跳、再將她救活來打破詛咒。但絲凱拒絕用性命冒險，加上被一旁的酒吧客人認出而逃回住處。幾天累積的壓力使絲凱逐漸崩潰，靈體趁機化身為多名舞伴來包圍絲凱，使無處可逃、極度恐慌的絲凱被一隻手臂直接伸入喉嚨內而陷入暈厥。昏迷中的絲凱回想起自己一年前與保羅在行車期間爆發爭吵，最後有意導致保羅發生車禍而亡。
絲凱醒後發現自己被伊莉莎白送入療養機構，當聽到母親一心只顧自己隔天必須順利完成巡演後，痛斥母親將自己視作搖錢樹。而伊莉莎白突然看似被靈體附身，打碎鏡子後在絲凱面前用一塊碎片捅死自己。絲凱試圖逃跑卻發現剛剛對母親下手的人其實是自己，由此意識到自己被靈體操縱，驚慌之下逃出機構，搶走自己保全的車後與自願跟過來的潔瑪一起逃跑。誤以為至少有朋友陪伴的絲凱，卻突然接到潔瑪本人的來電，得知潔瑪剛剛才決定重新聯繫自己，意識到這幾天陪在身邊的潔瑪其實是靈體冒充。絲凱以保持冷靜的方式奪回身體控制權，來到一間廢棄必勝客會面莫里斯準備殺死靈體。
莫里斯準備透過一間冷藏庫以防止絲凱在心跳停止後留下腦損傷，但他剛準備開始時卻突然動身離開且一去不回。靈體化身為一年前車禍時的絲凱來與她對峙，直到絲凱鼓起勇氣將停止心跳的藥物注入頸動脈內。此舉乍看之下阻止了靈體，但牠卻又突然毫不畏懼地向絲凱表示「你完全無法掌控局面」。回過神來，絲凱發現自己身穿演出服，出現在麥迪遜廣場花園的巡演舞台上，發現自己面對眾多觀眾、粉絲、約書亞、達里亞斯、以及平安無事的伊莉莎白，意識到自己剛經歷的一整天全是幻覺。靈體來到絕望無措的絲凱面前現出駭人的原形，直接扒開嚇得失神的絲凱嘴部後鑽入其體內。在觀眾的目睹下，絲凱像是突然昏倒在舞台上，直到被附身之下面帶微笑站起，在所有觀眾的面前用麥克風捅穿自己的右眼而死，進而將詛咒傳遞給數千名驚恐萬分的觀眾。

## 演員
- 娜歐蜜·史考特 飾演 絲凱·萊莉（Skye Riley）
- 羅絲瑪麗·德威特 飾演 伊莉莎白·萊莉（Elizabeth Riley）
- 邁爾士·古鐵雷斯-萊利（Miles Gutierrez-Riley）飾演 約書亞（Joshua）
- 黛倫·葛盧拉（英语：Dylan Gelula） 飾演 潔瑪（Gemma）
- 勞爾·卡斯提洛 飾演 達里亞斯·布拉沃（Darius Bravo）
- 彼得·雅各布森 飾演 莫里斯（Morris）
- 盧卡斯·蓋奇 飾演 路易斯·佛雷戈利（Lewis Fregoli）
- 凱爾·加納 飾演 喬爾（Joel）
- 茱兒·芭莉摩 飾演 她自己

## 製作
在2022年電影《微笑》上映後，編劇兼導演帕克·菲恩接受採訪時表示，他故意在首集的某些情節交代得含糊不清，同時表示有興趣在潛在的續集詳細探索這些細節。2023年3月，菲恩與派拉蒙影業簽署一份多年期的優先合作協議，以開發更多的恐怖電影。4月，派拉蒙在2023年CinemaCon上正式宣布製作《微笑》的續集並已進入前期製作階段，菲恩將回歸擔任編劇和導演。12月，娜歐蜜·史考特簽約出演主角。2024年1月，盧卡斯·蓋奇和羅絲瑪麗·德威特簽約參演，凱爾·加納回歸出演首集的角色喬爾（Joel）。2月，黛倫·葛盧拉、勞爾·卡斯提洛和邁爾士·古鐵雷斯-萊利（Miles Gutierrez-Riley）簽約參演。
該片於2024年3月在哈德遜河谷展開主要攝影。主要拍攝地點還包括紐堡市、波啟浦夕、瓦屏九瀑、奧爾巴尼以及紐約市。

## 發行
《微笑2》由派拉蒙影業排定2024年10月18日於美國上映。

## 外部連結
- 互联网电影数据库（IMDb）上《微笑2》的资料（英文）